# Empire Building (Manhattan)
L'Empire Building est l'un des premiers gratte-ciels de Manhattan à New York. Situé au 71 Broadway,, à l'angle de Rector Street, dans le quartier financier, il est conçu par Kimball & Thompson dans le style néo-classique, et construit par Marc Eidlitz (en) & Son de 1897 à 1898.
Le bâtiment comporte 21 étages au-dessus d'un sous-sol faisant face à Trinity Place à l'arrière du bâtiment, et mesure 78 mètres de haut. 
L'Empire Building est un monument historique de la ville de New York, est inscrit au registre national des lieux historiques (NRHP) et fait partie du Wall Street Historic District (Manhattan) (en), un quartier NRHP créé en 2007. Il est considéré comme une œuvre architecturale notable et un témoin majeur de l'architecture des immeubles de bureaux de la fin du XIXe siècle,.
Le bâtiment, construit en calcaire, présente trois sections horizontales similaires aux composants d'une colonne, à savoir une base, un fût et un chapiteau, et présente une façade en granit gris à sa base et en granit blanc aux étages supérieurs. C'est l'un des premiers gratte-ciel construits sur des caissons pneumatiques et l'un des plus anciens bâtiments de ce type encore debout. Il comprend une structure intérieure à ossature d'acier et une façade à murs-rideaux. Les étages supérieurs sont pourvus d'une loggia en façade ainsi que d'une grande corniche métallique au-dessus du 20e étage. On trouve de nombreux cours d'assise, balcons et fenêtres cintrées le long de la façade.
Le bâtiment précédent, l'Empire Building d'origine, était une structure en pierre brune construite en 1859. Bien que l'homme politique et promoteur immobilier Orlando B. Potter (en) ait acquis les matérieux en 1884, il meurt avant la construction du bâtiment. Le chantier est poursuivi par ses héritiers. L'Empire Building est le siège de la United States Steel Corporation de la fondation de l'entreprise en 1901 jusqu'en 1976, et US Steel en était propriétaire entre 1919 et 1973. Le 21e étage de l'Empire Building est construit entre 1928 et 1930 sur des plans de John C. Westervelt. Le bâtiment est converti en immeuble de logements en 1997.